# Ктиторов, Григорий Тимофеевич
Григорий Тимофеевич Ктиторов (1911, Рассыпное, область Войска Донского — не ранее 1985) — советский яхтсмен. 
Родился в семье крестьян. Был призван на службу 1 октября 1933 года, в РККФ с 1934 года. Повторно призван, с 1939 года служил на советском флоте на крейсере «Профинтерн» и главным боцманом на крейсере «Молотов». Имел звание мичман. Участник Великой Отечественной войны. Член ВКП(б) с 1944 года.
Представлял команду Военно-морского флота (Севастополь). Двукратный чемпион СССР по парусному спорту (1956, 1957) в классе «Л-4».
На Олимпийских играх 1952 года в Хельсинки остался в составе запасных.
Выступал в 5,5-метровом R-классе.

## Награды и звания
- Орден Красного Знамени (30 апреля 1954)[3]
- Орден Отечественной войны II степени (6 июня 1945, 6 апреля 1985)[3]
- Орден Красной Звезды (13 мая 1943, 20 июня 1949)[3]
- Медаль «За оборону Севастополя» (1944)[3]
- Медаль «За оборону Кавказа» (1945)[3]
- Медаль «За боевые заслуги» (3 ноября 1944)[3]
- Медаль «За победу над Германией в Великой Отечественной войне 1941—1945 гг.»[3]